# Ustrój lodowcowy
Ustrój lodowcowy – ustrój typowy dla rzek, których wahania stanów wód związane są z topnieniem lodowców w porze letniej (Ren, Rodan). 
Charakteryzuje rzeki zasilane przez wody z topniejących lodowców górskich. Największe przepływy występują w okresie letnim.